# Selenocosmia javanensis
Selenocosmia javanensis là một loài nhện trong chi Selenocosmia, họ Theraphosidae. Chúng được Charles Athanase Walckenaer miêu tả năm 1837.

## Các phân loài
- Selenocosmia javanensis brachyplectra, Kulczynski, 1908
- Selenocosmia javanensis dolichoplectra, Kulczynski, 1908
- Selenocosmia javanensis fulva, Kulczynski, 1908
- Selenocosmia javanensis sumatrana, Strand, 1907